# Résolution 1589 du Conseil de sécurité des Nations unies
Membres permanents
- Chine
- États-Unis
- France
- Royaume-Uni
- Russie

Membres non permanents
- Algérie
- Argentine
- Bénin
- Brésil
- Danemark
- Grèce
- Japon
- Philippines
- Roumanie
- Tanzanie

Résolution no 1588 Résolution no 1590
La résolution 1589 du Conseil de sécurité des Nations unies fut adoptée à l'unanimité le 24 mars 2005. Après avoir réaffirmé toutes les résolutions sur la situation en Afghanistan, en particulier la résolution 1536 (de 2004), le Conseil a prorogé le mandat de la Mission d'assistance des Nations unies en Afghanistan (MANUA) pour une période de douze mois jusqu'au 24 mars 2006.

## Résolution

### Observations
Le Conseil de sécurité a réaffirmé son attachement à la souveraineté, à l'intégrité territoriale, à l'indépendance et à l'unité de l'Afghanistan et s'est félicité de la tenue d'une élection présidentielle en octobre 2004. Il a souligné la nécessité de s'attaquer aux défis du pays, notamment les stupéfiants, le terrorisme, le manque de sécurité, la réforme et le développement, les droits de l'homme, les programmes de désarmement à l'échelle nationale et les groupes armés illégaux. Le Conseil a également réaffirmé son soutien à l'accord de Bonn de 2001, à la déclaration de Berlin et à la déclaration de Kaboul sur les relations de bon voisinage.   

### Contenu
Le Conseil de sécurité a renouvelé le mandat de la MANUA pour une période supplémentaire de douze mois à compter de la date d’adoption de la résolution actuelle. Les autorités afghanes ont été instamment priées de mettre en place un processus électoral représentatif, tout en soulignant l’importance des élections à venir qui nécessiteront de nouvelles contributions de la part de la Force internationale d'assistance et de sécurité (FIAS).
La résolution a salué les progrès accomplis dans la mise en place du nouveau Parlement afghan, les progrès du programme de désarmement, de démobilisation et de réintégration et la stratégie nationale de contrôle des drogues. Entre-temps, les efforts déployés par les autorités afghanes pour lutter contre le trafic de drogues ont été salués par le Conseil. La MANUA était tenue de continuer d'appuyer la mise en place d'un système de justice transparent et équitable.
Le Conseil de sécurité a appelé au respect des droits de l'homme et du droit international humanitaire dans tout l'Afghanistan, appelant la MANUA à aider à la mise en œuvre des aspects relatifs aux droits de l'homme de la constitution afghane. En outre, le développement de l'armée nationale afghane et de la police nationale afghane a été salué par les membres du Conseil, tandis que la FIAS, y compris l'opération Enduring Freedom, a été invitée à lutter contre la menace du terrorisme, la violence entre factions et les activités criminelles dans le pays.
Enfin, le Secrétaire général Kofi Annan a été chargé de rendre compte régulièrement de la situation en Afghanistan et du rôle futur de la MANUA.